# Samsung Electronics Poland Manufacturing
Samsung Electronics Poland Manufacturing Sp. z.o.o. (SEPM) – przedsiębiorstwo produkujące sprzęt AGD, mieszczące się we Wronkach. W zakładzie produkowano wcześniej lodówki oraz pralki pod marką Amica. W 2010 roku spółka Amica sprzedała zakład produkcji lodówek oraz pralek za kwotę 204,5 mln złotych koncernowi Samsung.